# Nicolas d'Ailleboust de Manthet
Nicolas d'Ailleboust de Manthet, né le 12 avril 1663 à Montréal et mort à la baie d’Hudson en 1709, est un officier supérieur de l'armée canadienne et un négociant de fourrures. L'armée canadienne n'existait pas en 1663. Il ne pouvait être qu'un soldat français mobilisé en Nouvelle-France, sans doute du Régiment Franche de la marine.

## Biographie
Nicolas d'Ailleboust de Manthet est le fils de Charles-Joseph d'Ailleboust des Musseaux, ancien juge civil et gouverneur intérimaire de Montréal et frère de Paul d'Ailleboust de Périgny, officier des troupes de la Marine et commandant du fort Chambly. Il est le petit neveu de Louis d'Ailleboust de Coulonge nommé gouverneur de la Nouvelle-France en 1648.
Nicolas d'Ailleboust de Manthet gravit les échelons de la carrière militaire et accède au grade de capitaine le 1er avril 1702. Il est le compagnon d'armes de l'explorateur Daniel Greysolon, sieur du Lhut dans les pays d’en haut dès 1684. Il participe à de nombreuses attaques contre les forces anglaises et remporte plusieurs victoires. En février 1692, il commande l'assaut victorieux contre trois villages Mohawks, alliés des Anglais, lors du raid de la vallée Mohawk, situés le long de la rivière Mohawk. Ses troupes sont composées de Canadiens et d'Amérindiens. Le combat, qui s'inscrit dans le contexte des guerres franco-iroquoises et de la Première Guerre intercoloniale, oppose alors les Français aux Iroquois, alliés de l'Angleterre.
Le 9 juin 1696, il épouse Françoise-Jeanne Denis, fille de l'écuyer Pierre Denys et de Dame Catherine LeNeuf de la Poterie, à la basilique-cathédrale Notre-Dame de Québec. Il se lance dans le commerce de la fourrure, notamment avec son frère Louis d'Ailleboust, en négociant avec ses alliés amérindiens et les nombreux trappeurs et coureurs des bois canadiens.
En 1709, le gouverneur de la Nouvelle-France, Rigaud de Vaudreuil, lui donne le commandement de s'emparer du fort Albany situé sur la baie James. Au cours de cette expédition militaire, il périt lors de l'attaque de ce fort.